# Mare de Déu del Roser (Masquefa)
La Mare de Déu del Roser és una capella a la vila de Masquefa (Anoia) protegida com a bé cultural d'interès local. Capella realitzada al segle xix, moment d'expansió per al poble seguint la carretera. Sorgeix aquí perquè l'església del poble era la romànica dedicada a Sant Pere i quedava excessivament als afores quan es tractava d'enterraments. Aquesta capella fou de transició mentre es construïa l'actual església parroquial de Sant Pere (obres iniciades el 1920).
Capella entre mitgeres situada al peu de la carretera, dedicada a la Mare de Déu del Roser. És de reduïdes dimensions, de planta rectangular i coberta de teula àrab. Destaca el campanar d'espadanya a la zona dreta de la façana que actualment no té campana. El seu exterior és força auster, està tot arrebossat i emblanquinat; només hi ha la porta d'entrada, feta de fusta, és rectangular i a sobre hi ha un petit òcul amb una gelosia d'obra.